# Jean-Marie Ngendahayo
Jean‐Marie Ngendahayo (provincia de Cibitoke, 1956) es un político burundés, que se desempeñó como ministro de Comunicaciones, ministro del Interior y ministro de Relaciones Exteriores de ese país.

## Biografía

### Primeros años
Nació en 1956, en la provincia de Cibitoke, en la entonces colonia belga de Ruanda-Urundi. Étnicamente, es Ganwa, aunque esta categoría ha sido incluida en el grupo étnico tutsi. Asistió a la escuela primaria Stella-Matutina entre 1961 y 1969, posteriormente asistiendo al Liceo Espíritu Santo en Buyumbura hasta 1976. Ese año se matriculó en la Universidad de Burundi, graduándose de la institución en 1981 con una licenciatura en filología románica. Posteriormente se casó y tuvo dos hijas de su primer matrimonio, además de un hijo de su segundo matrimonio.
Tras graduarse, inicialmente trabajó como profesor, pero finalmente asumió un puesto en la Comunidad Económica Europea Luego trabajó para la oficina de Burundi del Fondo de las Naciones Unidas para la Infancia y el Fondo de Población de las Naciones Unidas.

### Carrera política
A principios de la década de 1990, Burundi experimentó una transición democrática y volvió a la política multipartidista. En febrero de 1991, Ngendahayo se convirtió en uno de los doce miembros fundadores de la Liga Iteka, una asociación de derechos humanos, y seguidamente se unió al partido político de Melchior Ndadaye, el Frente para la Democracia en Burundi (FRODEBU), quien resultó elegido Presidente de Burundi. En las elecciones legislativas celebradas en junio de 1993, fue elegido para un escaño en la Asamblea Nacional en representación de Cibitoke. El 10 de julio fue designado ministro de Comunicaciones del gobierno de la primera ministra Sylvie Kinigi. En esta capacidad suspendió la publicación de un periódico por atacar al presidente, pero la Comisión de Libertad de Prensa anuló su decisión 
Posteriormente ese mismo año, fue nombrado ministro de Relaciones Exteriores. Mantuvo su puesto durante las presidencias de Cyprien Ntaryamira y Sylvestre Ntibantunganya. En junio de 1995, en plena guerra civil de Burundi, él y el embajador de los Estados Unidos, Bob Krueger, fueron emboscados por rebeldes mientras viajaban en un convoy por el campo. Los dos escaparon y fueron trasladados en helicóptero de regreso a la capital. Renunció a su cargo el 25 de junio y huyó a Johannesburgo, Sudáfrica, alegando que el gobierno no podía garantizar la seguridad de los ciudadanos burundeses. Pasó al exilio en Finlandia en 2002, antes de regresar a Burundi en 2002.
En las elecciones legislativas de Burundi de 2005, ganó un escaño en la Asamblea Nacional en representación del Consejo Nacional para la Defensa de la Democracia – Fuerzas para la Defensa de la Democracia (CNDD-FDD). Posteriormente ascendió hasta convertirse en presidente de la Comisión Parlamentaria de Asuntos Exteriores. En mayo fue nombrado ministro del Interior en el gobierno de Domitien Ndayizeye, como parte de un acuerdo entre la CNDD-FDD y el gobierno de transición. En septiembre de 2007 abandonó el CNDD-FDD, alegando su descontento con las acciones del gobierno, particularmente en lo que respecta a los derechos humanos.

### Vida posterior
En 2008 se exilió en Estados Unidos. Regresó a Burundi dos años después y desde entonces se dedicó exclusivamente a la escritura y a la enseñanza.